# Jodie Burrage
Jodie Anna Burrage (sinh ngày 28 tháng 5 năm 1999) là một nữ vận động viên quần vợt người Anh Quốc. Cô có thứ hạng cao nhất ở nội dung đơn trên bảng xếp hạng WTA là thứ 94, đạt được vào ngày 31 tháng 8 năm 2023, và thứ hạng đôi cao nhất là thứ 329, đạt được vào ngày 12 tháng 7 năm 2021. Cô đã giành được 5 danh hiệu đơn và 5 danh hiệu đôi tại ITF Circuit.

## Đời tư
Burrage được sinh ra tại Kingston upon Thames và lớn lên ở Hindhead, Surrey. Cô đã giành được học bổng của Trường Talbot Heath ở Bournemouth, điều này giúp cô phát triển khả năng của mình trong bộ môn quần vợt tại West Hants Club. Sau khi hoàn thành kỳ thi GCSE, Burrage chuyển đến Trung tâm Huấn luyện quần vợt trẻ em (JTC) ở Chiswick, Luân Đôn, nơi cô được hướng dẫn bởi các cựu chuyên gia Colin Beecher và Lucie Ahl.

## Sự nghiệp thi đấu chuyên nghiệp

### 2020–2021: WTA Tour và ra mắt Grand Slam
Burrage ra mắt nhánh đấu chính WTA Tour tại Linz Open 2020, sau khi nhận được ký tự đại diện tham gia giải đấu đôi, đánh cặp với Sabine Lisicki.
Vào tháng 1 năm 2021, cô ra mắt nhánh đấu chính WTA Tour ở nội dung đánh đơn tại Abu Dhabi Open như một người thua cuộc may mắn. Vào tháng 6, cô đã có trận ra mắt Grand Slam, sau khi được trao một ký tự đại diện cho Giải quần vợt Wimbledon 2021.

### 2022: Chiến thắng top 5 đầu tiên, ra mắt top 150
Tại Eastbourne International, cô đã đánh bại hạt giống hàng đầu và số 4 thế giới, Paula Badosa. Kết quả là Burrage đã lọt vào top 150, ở vị trí thứ 141 thế giới trong bảng xếp hạng đơn WTA. Vào ngày 26 tháng 9, cô đạt thứ hạng cao nhất trong sự nghiệp là thứ 137.

### 2023: Trận chung kết WTA đầu tiên và chiến thắng lớn, top 100
Tại Nottingham Open, cô ấy lọt vào tứ kết WTA Tour đầu tiên sau khi đánh bại hạt giống số ba Magda Linette. Cô tiếp tục đánh bại một vận động viên Ba Lan khác, Magdalena Fręch để lọt vào bán kết WTA lần đầu tiên trong sự nghiệp. Cuối cùng, cô đánh bại Alizé Cornet để thiết lập một trận chung kết toàn Anh đầu tiên kể từ năm 1977 với Katie Boulter.
Tại Wimbledon, cô giành chiến thắng đầu tiên khi đánh bại Caty McNally, trước khi thua Daria Kasatkina ở vòng hai, trong các set liên tiếp. Kết quả là cô đã lọt vào top 100 trong bảng xếp hạng.
Sau Wimbledon, Burrage đấu tranh để đạt được sự ổn định. Sau khi lọt vào tứ kết tại một sự kiện trị giá 100 nghìn đô la ở Tây Ban Nha, cô đã thắng một vòng ở WTA Ba Lan mở rộng trước Ankita Raina, nhưng thua trong các set liên tiếp trước Lucrezia Stefanini. Cô đã thua ở vòng 1 của Giải quần vợt Canada Mở rộng trước tay vợt số 139 thế giới Marina Bassols Ribera, trước khi vào tứ kết trong sự kiện cấp độ thách thức Stanford WTA, đánh bại Diana Shnaider và Kayla Day, trước khi thua sít sao ba set trước Moyuka Uchijima. Tại Chicago Women's Open, cô lại thua ở vòng đầu tiên xuống vị trí số 782 thế giới Quinn Gleason.
Burrage giành được chiến thắng đầu tiên tại US Open, đánh bại tay vợt số 38 thế giới Anna Blinkova 6-3, 6-4 ở vòng đầu tiên, trước khi thua với tay vợt số 2 thế giới Aryna Sabalenka.

## Tài trợ
Jodie Burrage được tài trợ bởi Midstream Lighting dưới hình thức một chiếc xe điện và Komodo Fashion.

## Thống kê sự nghiệp
| VĐ | CK | BK | TK | V# | RR | Q# | A |  | Z# | PO | G | F-S | SF-B | NMS | NH |

Chỉ những kết quả bốc thăm nhánh chính trong WTA Tour, các giải Grand Slam, Fed Cup/Billie Jean King Cup và Thế vận hội Olympic mới được tính vào thành tích thắng-thua.

### Đơn
Tính đến Wimbledon 2023.
| Giải đấu                     | 2021               | 2022               | 2023               | SR                      | T–B                     | % thắng                 |
| ---------------------------- | ------------------ | ------------------ | ------------------ | ----------------------- | ----------------------- | ----------------------- |
| Grand Slam                   |                    |                    |                    |                         |                         |                         |
| Giải quần vợt Úc Mở rộng     | A                  | Vòng loại thứ nhất | Vòng loại thứ 3    | 0 / 0                   | 0–0                     | –                       |
| Giải quần vợt Roland-Garros  | Vòng loại thứ nhất | A                  | A                  | 0 / 0                   | 0–0                     | –                       |
| Wimbledon                    | Vòng 1             | Vòng 1             | Vòng 2             | 0 / 3                   | 1–3                     | 25%                     |
| Giải quần vợt Mỹ Mở rộng     | Vòng loại thứ 2    | Vòng loại thứ nhất |                    | 0 / 0                   | 0–0                     | –                       |
| T-B                          | 0–1                | 0–1                | 1–1                | 0 / 3                   | 1–3                     | 25%                     |
| WTA 1000                     |                    |                    |                    |                         |                         |                         |
| Dubai / Qatar Open           | A                  | A                  | A                  | 0 / 0                   | 0–0                     | –                       |
| Indian Wells Open            | A                  | A                  | Vòng loại thứ nhất | 0 / 0                   | 0–0                     | –                       |
| Miami Open                   | A                  | A                  | Vòng loại thứ 2    | 0 / 0                   | 0–0                     | –                       |
| Madrid Open                  | A                  | A                  | Vòng loại thứ 2    | 0 / 0                   | 0–0                     | –                       |
| Italian Open                 | A                  | A                  | A                  | 0 / 0                   | 0–0                     | –                       |
| Giải quần vợt Canada Mở rộng | A                  | A                  |                    | 0 / 0                   | 0–0                     | –                       |
| Cincinnati Open              | A                  | A                  |                    | 0 / 0                   | 0–0                     | –                       |
| Vũ Hán Mở rộng               | NH                 | NH                 |                    | 0 / 0                   | 0–0                     | –                       |
| Trung Quốc Mở rộng           | NH                 | NH                 |                    | 0 / 0                   | 0–0                     | –                       |
| Guadalajara Open             | NH                 |                    |                    | 0 / 0                   | 0–0                     | –                       |
| T-B                          | 0–0                | 0–0                | 0–0                | 0 / 0                   | 0–0                     | –                       |
| Thống kê sự nghiệp           |                    |                    |                    |                         |                         |                         |
| Giải đấu                     | 2021               | 2022               | 2023               | SR                      | T–B                     | % thắng                 |
| Giải đấu                     | 4                  | 4                  | 4                  | Tổng cộng sự nghiệp: 12 | Tổng cộng sự nghiệp: 12 | Tổng cộng sự nghiệp: 12 |
| Danh hiệu                    | 0                  | 0                  | 0                  | Tổng cộng sự nghiệp: 0  | Tổng cộng sự nghiệp: 0  | Tổng cộng sự nghiệp: 0  |
| Chung kết                    | 0                  | 0                  | 1                  | Tổng cộng sự nghiệp: 1  | Tổng cộng sự nghiệp: 1  | Tổng cộng sự nghiệp: 1  |
| T-B trên mặt sân cứng        | 0–2                | 1–1                | 0–0                | 0 / 3                   | 1–3                     | 25%                     |
| T-B trên mặt sân đất nện     | 0–0                | 0–0                | 0–0                | 0 / 0                   | 0–0                     | –                       |
| T-B trên mặt sân cỏ          | 0–2                | 3–3                | 6–4                | 0 / 9                   | 9–9                     | 50%                     |
| T-B                          | 0–4                | 4–4                | 6–4                | 0 / 12                  | 10–12                   | 45%                     |
| Xếp hạng cuối năm            | 221                | 127                |                    | $480,403                | $480,403                | $480,403                |

### Đôi
Tính đến Giải quần vợt Wimbledon 2023.
| Giải đấu                    | 2020 | 2021   | 2022   | 2023   | SR                     | T–B                    | % thắng                |
| --------------------------- | ---- | ------ | ------ | ------ | ---------------------- | ---------------------- | ---------------------- |
| Grand Slam                  |      |        |        |        |                        |                        |                        |
| Giải quần vợt Úc Mở rộng    | A    | A      | A      | A      | 0 / 0                  | 0–0                    | –                      |
| Giải quần vợt Roland-Garros | A    | A      | A      | A      | 0 / 0                  | 0–0                    | –                      |
| Wimbledon                   | A    | Vòng 1 | Vòng 1 | Vòng 1 | 0 / 3                  | 0–3                    | 0%                     |
| Giải quần vợt Mỹ Mở rộng    | A    | A      | A      |        | 0 / 0                  | 0–0                    | –                      |
| T-B                         | 0–0  | 0–1    | 0–1    | 0–1    | 0 / 3                  | 0–3                    | 0%                     |
| Thống kê sự nghiệp          |      |        |        |        |                        |                        |                        |
| Giải đấu                    | 1    | 3      | 2      | 2      | Tổng cộng sự nghiệp: 8 | Tổng cộng sự nghiệp: 8 | Tổng cộng sự nghiệp: 8 |
| T-B                         | 0–1  | 0–3    | 0–2    | 0–2    | 0 / 8                  | 0–8                    | 0%                     |
| Xếp hạng cuối năm           |      |        |        |        |                        |                        |                        |

## Chung kết WTA

### Đôi: 1 (1 á quân)
| Chú thích     |
| ------------- |
| Grand Slam    |
| WTA 1000      |
| WTA 500       |
| WTA 250 (0–1) |

| Chung kết theo mặt sân |
| ---------------------- |
| Cứng (0–0)             |
| Cỏ (0–1)               |
| Đất nện (0–0)          |
| Thảm (0–0)             |

| Kết quả | T–B | Thời gian        | Giải đấu                        | Cấp độ  | Mặt sân | Đối thủ       | Tỷ số    |
| ------- | --- | ---------------- | ------------------------------- | ------- | ------- | ------------- | -------- |
| Á quân  | 0–1 | Tháng 6 năm 2023 | Nottingham Open, Vương quốc Anh | WTA 250 | Cỏ      | Katie Boulter | 3–6, 3–6 |

## Chung kết WTA Challenger

### Đôi: 1 danh hiệu
| Kết quả | T–B | Thời gian        | Giải đấu                 | Mặt sân | Người đánh cặp | Đối thủ                    | Tỷ số                      |
| ------- | --- | ---------------- | ------------------------ | ------- | -------------- | -------------------------- | -------------------------- |
| Vô địch | 1–0 | Tháng 8 năm 2023 | WTA 125 Stanford, Hoa Kỳ | Cứng    | Olivia Gadecki | Hailey Baptiste Claire Liu | 7–6(7–4), 6–7(6–8), [10–8] |

## Chung kết ITF Circuit

### Đơn: 14 (5 danh hiệu, 9 á quân)
| Chú thích                  |
| -------------------------- |
| $100,000 tournaments (0–1) |
| $80,000 tournaments (0–0)  |
| $60,000 tournaments (1–2)  |
| $40,000 tournaments (0–0)  |
| $25,000 tournaments (2–4)  |
| $15,000 tournaments (2–2)  |

| Chung kết theo mặt sân |
| ---------------------- |
| Cứng (4–8)             |
| Đất nện (0–0)          |
| Cỏ (0–1)               |
| Thảm (1–0)             |

| Kết quả | T–B | Thời gian        | Giải đấu                                        | Cấp độ  | Mặt sân  | Đối thủ             | Tỷ số            |
| ------- | --- | ---------------- | ----------------------------------------------- | ------- | -------- | ------------------- | ---------------- |
| Á quân  | 0–1 | Tháng 3 năm 2017 | ITF Sharm El Sheikh, Ai Cập                     | 15,000  | Cứng     | Julia Wachaczyk     | 6–2, 3–6, 2–6    |
| Vô địch | 1–1 | Tháng 7 năm 2017 | ITF Dublin, Cộng hòa Ireland                    | 15,000  | Thảm     | Sinéad Lohan        | 7–6(5), 6–4      |
| Vô địch | 2–1 | Tháng 3 năm 2018 | ITF Sharm El Sheikh, Ai Cập                     | 15,000  | Cứng     | Nadja Gilchrist     | 6–2, 6–1         |
| Á quân  | 2–2 | Tháng 2 năm 2019 | ITF Jodhpur, Ấn Độ                              | 25,000  | Cứng     | Miharu Imanishi     | 3–6, 6–3, 3–6    |
| Á quân  | 2–3 | Tháng 4 năm 2019 | ITF Bolton, Anh                                 | 25,000  | Cứng     | Vitalia Diatchenko  | 2–6, 2–6         |
| Vô địch | 3–3 | Tháng 5 năm 2019 | ITF Jerusalem, Israel                           | 25,000  | Cứng     | Daniela Vismane     | 2–6, 6–2, 6–3    |
| Á quân  | 3–4 | Tháng 1 năm 2020 | ITF Monastir, Tunisia                           | 15,000  | Cứng     | Victoria Muntean    | 1–6, 6–0, 6–7(5) |
| Á quân  | 3–5 | Tháng 9 năm 2020 | ITF Montemor-o-Novo, Bồ Đào Nha                 | 25,000  | Cứng     | Beatriz Haddad Maia | 1–6, 4–6         |
| Vô địch | 4–5 | Tháng 3 năm 2021 | ITF Dubai, Các Tiểu vương quốc Ả Rập Thống nhất | 25,000  | Cứng     | Yuliya Hatouka      | 6–4, 6–3         |
| Á quân  | 4–6 | Tháng 7 năm 2021 | ITF Les Contamines-Montjoie, Pháp               | 25,000  | Cứng     | Ylena In-Albon      | 6–4, 5–7, 5–7    |
| Á quân  | 4–7 | Tháng 6 năm 2022 | Ilkley Trophy, Anh                              | 100,000 | Cỏ       | Dalma Gálfi         | 5–7, 6–4, 3–6    |
| Á quân  | 4–8 | Tháng 8 năm 2022 | Lexington Challenger, Hoa Kỳ                    | 60,000  | Cứng     | Katie Swan          | 0–6, 6–3, 3–6    |
| Á quân  | 4–9 | Tháng 1 năm 2023 | Canberra International, Úc                      | 60,000  | Cứng     | Katie Boulter       | 6–3, 3–6, 2–6    |
| Vô địch | 5–9 | Tháng 4 năm 2023 | ITF Croissy Beaubourg, Pháp                     | 60,000  | Cứng (i) | Lucia Bronzetti     | 3–6, 6–4, 6–0    |

### Đôi: 9 (5 danh hiệu, 4 á quân)
| Chú thích                 |
| ------------------------- |
| $60,000 tournaments (0–1) |
| $40,000 tournaments (0–0) |
| $25,000 tournaments (2–1) |
| $15,000 tournaments (3–1) |

| Chung kết theo mặt sân |
| ---------------------- |
| Cứng (5–3)             |
| Đất nện (0–0)          |
| Cỏ (0–0)               |
| Thảm (0–0)             |

| Kết quả | T–B | Thời gian         | Giải đấu                                   | Cấp độ | Mặt sân  | Người đánh cặp        | Đối thủ                                    | Tỷ số               |
| ------- | --- | ----------------- | ------------------------------------------ | ------ | -------- | --------------------- | ------------------------------------------ | ------------------- |
| Vô địch | 1–0 | Tháng 11 năm 2017 | ITF Sharm El Sheikh, Ai Cập                | 15,000 | Cứng     | Freya Christie        | Linnéa Malmqvist Park Sang-hee             | 7–5, 3–6, [13–11]   |
| Vô địch | 2–0 | Tháng 11 năm 2017 | ITF Sharm El Sheikh, Ai Cập                | 15,000 | Cứng     | Freya Christie        | Watsachol Sawatdee Chanikarn Silakul       | 6–4, 7–5            |
| Á quân  | 2–1 | Tháng 3 năm 2018  | ITF Sharm El Sheikh, Ai Cập                | 15,000 | Cứng     | Jacqueline Cabaj Awad | Kamonwan Buayam Angelina Gabueva           | 5–7, 7–5, [7–10]    |
| Vô địch | 3–1 | Tháng 4 năm 2019  | ITF Bolton, Anh                            | 25,000 | Cứng     | Alicia Barnett        | Laura Ioana Paar Hélène Scholsen           | 6–3, 6–3            |
| Á quân  | 3–2 | Tháng 5 năm 2019  | ITF Les Franqueses del Vallès, Tây Ban Nha | 60,000 | Cứng     | Olivia Nicholls       | Jessika Ponchet Eden Silva                 | 3–6, 4–6            |
| Vô địch | 4–2 | Tháng 1 năm 2020  | ITF Monastir, Tunisia                      | 15,000 | Cứng     | Tereza Mihalíková     | Mallaurie Noël Oona Orpana                 | 6–1, 6–2            |
| Á quân  | 4–3 | Tháng 9 năm 2020  | ITF Montemor-o-Novo, Bồ Đào Nha            | 25,000 | Cứng     | Olivia Nicholls       | Marina Bassols Ribera Ioana Loredana Roșca | 6–7(5), 6–4, [6–10] |
| Vô địch | 5–3 | Tháng 5 năm 2021  | ITF Salinas, Ecuador                       | 25,000 | Cứng     | Paige Hourigan        | Francisca Jorge Jacqueline Cabaj Awad      | 6–2, 2–6, [10–8]    |
| Á quân  | 5–4 | Tháng 4 năm 2023  | ITF Croissy-Beaubourg, Pháp                | 60,000 | Cứng (i) | Berfu Cengiz          | Yanina Wickmayer Greet Minnen              | 4–6, 4–6            |

## Thành tích đối đầu

### Thành tích khi đối đầu với các tay vợt top 10
- Cô có thành tích thắng-thua là 1–2 (33%) khi đối đầu với những tay vợt, vào thời điểm trận đấu diễn ra, được xếp hạng trong top 10.

| Kết quả | T–B | Đối thủ         | Thứ hạng | Giải đấu                                 | Mặt sân | Vòng đấu | Tỷ số    | Thứ hạng | H2H |
| ------- | --- | --------------- | -------- | ---------------------------------------- | ------- | -------- | -------- | -------- | --- |
| 2022    |     |                 |          |                                          |         |          |          |          |     |
| Thắng   | 1–0 | Paula Badosa    | 4        | Eastbourne International, Vương quốc Anh | Cỏ      | Vòng 2   | 6–4, 6–3 | 169      | 1–0 |
| 2023    |     |                 |          |                                          |         |          |          |          |     |
| Thua    | 1–1 | Coco Gauff      | 7        | Eastbourne International, Vương quốc Anh | Cỏ      | Vòng 2   | 1–6, 1–6 | 128      | 0–1 |
| Thua    | 1–2 | Daria Kasatkina | 10       | Wimbledon, Vương quốc Anh                | Cỏ      | Vòng 2   | 0–6, 2–6 | 108      | 0–1 |